# Neocogniauxia
Neocogniauxia là một chi lan gồm 2 loài phân bố ở Đại Antilles.
Neocogniauxia hexaptera (Cogn.) Schltr. là loài đặc hữu của Hispaniola và Neocogniauxia monophylla (Griseb.) Schltr. là loài đặc hữu của Jamaica
Chi này được đặt theo tên nhà thực vật học Alfred Cogniaux.

## Hình ảnh

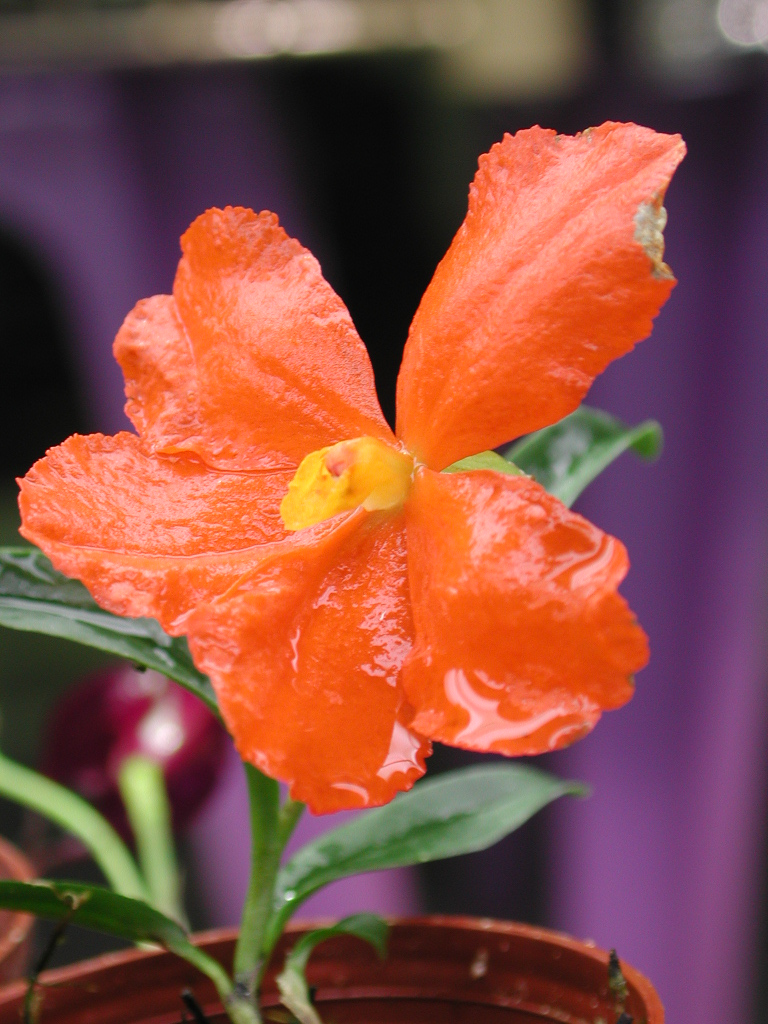

## Danh sách các loài
- Neocogniauxia hexaptera
- Neocogniauxia monophylla